# Jessica Tandy
Jessie Alice "Jessica" Tandy (7 tháng 6 năm 1909 – 11 tháng 9 năm 1994) là một nữ diễn viên kịch và điện ảnh người Mỹ gốc Anh.
Bà xuất hiện trên sân khấu Luân Đôn lần đầu năm 1926 lúc 16 tuổi, đóng vai Katherine cùng với Laurence Olivier trong vai Henry V, và vai Cordelia đối diện với John Gielgud trong vai "King Lear" cùng một số vai khác. Bà cũng đóng trong các phim của Anh.
Sau khi chấm dứt cuộc hôn nhân thứ nhất (với Jack Hawkins), bà di chuyển tới New York và gặp nam diễn viên Hume Cronyn, người Canada. Họ kết hôn với nhau và thường xuyên diễn xuất chung trên sân khấu cũng như trên màn ảnh.
Bà xuất hiện lần đầu trên phim Mỹ The Seventh Cross (1944), rồi phimThe Valley of Decision (1945), The Green Years (1946, vai con gái của Cronyn), Dragonwyck (1946) cùng đóng vai chính với Gene Tierney và phim Forever Amber (1947).
Giữa thập niên 1980, bà tái xuất hiện trên sân khấu, đối diện với Hume Cronyn trong vở Foxfire ở Broadway năm 1983 và phiên bản chuyển thể phim truyền hình cùng tên 4 năm sau, đoạt được cả giải Tony lẫn Giải Emmy cho vai Annie Nations. Trong thời gian này, bà cũng xuất hiện trên phim như Cocoon (1985), cũng với Cronyn.
Bà trở thành diễn viên lớn tuổi nhất đoạt Giải Oscar cho nữ diễn viên chính xuất sắc nhất cho vai diễn trong phim Driving Miss Daisy (1989). Phim này cũng mang lại cho bà một Giải BAFTA và một Giải Quả cầu vàng, và được đề cử nhận Giải Oscar cho nữ diễn viên phụ xuất sắc nhất cho phim Fried Green Tomatoes (1991). Trong đỉnh cao của thành công, bà đã được tạp chí People's bầu là một trong "50 người đẹp nhất thế giới".

## Thời niên thiếu
Tandy sinh tại Geldeston Road ở Metropolitan Borough of Hackney, (Luân Đôn). là con út trong số 3 người con của Jessie Helen (nhũ danh Horspool) - hiệu trưởng trường dành cho trẻ em tật nguyền tâm thần - và Harry Tandy, người đi chào hàng cho một hãng sản xuất thừng chão. Người cha chết khi Tandy lên 12 tuổi, rồi sau đó người mẹ phải dạy thêm các khóa học buổi tối để kiếm thêm thu nhập. Tandy học tại trường Dame Alice Owen's School ở London Borough of Islington.

## Sự nghiệp
Tandy bắt đầu sự nghiệp sân khấu từ năm 16 tuổi ở Luân Đôn, diễn xuất đối diện với các nam diễn viên như Laurence Olivier và John Gielgud. Tandy bắt đầu đóng phim ở Anh, nhưng khi cuộc hôn nhân đầu tiên với Jack Hawkins chấm dứt, Tandy chuyển sang cư ngụ ở Hoa Kỳ. Năm 1942, Tandy tái hôn với Hume Cronyn và các năm sau đó đóng nhiều vai phụ trong các phim của Hollywood. Bà đoạt giải Tony cho vai Blanche Dubois trong vở kịch A Streetcar Named Desire ở Broadway năm 1948.
Bà có quốc tịch Hoa Kỳ năm 1952. Trong 3 thập kỷ sau, sự nghiệp diễn xuất của bà tiếp tục không thường xuyên, trong đó có vai diễn quan trọng trong phim The Birds (1963) của Alfred Hitchcock, và một vai diễn đoạt giải Tony nữa trong vở kịch The Gin Game năm 1977.
Sau khi đoạt giải Tony cho vai Blanche DuBois trong vở kịch A Streetcar Named Desire của Tennessee Williams ở Broadway, (nhưng mất vai diễn trong phim đó vào tay Vivien Leigh), bà tập trung vào sân khấu. Trong 20 năm sau, thỉnh thoảng bà mới xuất hiện trên phim như The Light in the Forest (1958) và The Birds (1963).
Đầu thập niên 1980 sự nghiệp điện ảnh của bà lại phục hồi, với các vai diễn trong các phim The World According to Garp, Best Friends, Still of the Night (đều trong năm 1982), The Bostonians (1984), và phim thành công lớn Cocoon (1985), đối diện với Cronyn, mà bà tái hợp thành đội diễn trong phim khoa học viễn tưởng *batteries not included (1987) và phim khoa học viễn tưởng Cocoon: The Return (1988). Bà và Cronyn đã cùng làm việc chung với nhau ngày càng nhiều, trong kịch cũng như phim truyền hình, đáng kể là vở Foxfire năm 1987 đem lại cho bà một giải Emmy. Tuy nhiên, chính diễn xuất đầy màu sắc của bà trong phim Driving Miss Daisy (1989), trong vai một mệnh phụ Do Thái già, bướng bỉnh ở miền nam Hoa Kỳ, đã đem lại cho bà một Giải Oscar cho nữ diễn viên chính xuất sắc nhất.
Tandy được tạp chí People chọn là một trong số 50 người đẹp nhất thế giới năm 1990. Bà được đề cử giải Oscar cho nữ diễn viên phụ xuất sắc nhất trong phim thường dân rất thành công Fried Green Tomatoes (1991), và cùng đóng vai chính với con gái Tandy Cronyn trong phim truyền hình The Story Lady (1991), Used People (1992, vai mẹ của Shirley MacLaine), phim truyền hình To Dance with the White Dog (1993 với chồng Hume Cronyn), phim Nobody's Fool (1994), và Camilla (cũng với Cronyn, năm 1994). Camilla là phim chót của bà, ở tuổi 84.

## Đời tư
Cuộc hôn nhân đầu tiên của Tandy với nam diễn viên Jack Hawkins người Anh năm 1932, mang lại một con gái - Susan Hawkins (sinh năm 1934). Hai người ly dị năm 1940. Tandy tái hôn với Hume Cronyn năm 1942. Họ có hai người con: con gái Tandy Cronyn và con trai Christopher.
Trước khi chuyển chỗ ở tới Connecticut, bà với Cronyn sống nhiều năm ở gần Pound Ridge, New York và sống chung với nhau cho tới khi qua đời, năm 1994. Năm 1990, bà được chẩn đoán là bị ung thư buồng trứng, tuy nhiên bà vẫn tranh đấu với bệnh tật và làm việc trong 4 năm nữa. Trước đó, bà đã được điều trị chứng đau thắt ngực (Angina pectoris) và bệnh tăng nhãn áp (glaucoma). Bà từ trần tại nhà riêng, ngày 1.9.1994 ở Easton, Connecticut, (Hoa Kỳ).

## Các giải thưởng
- Giải Oscar cho nữ diễn viên chính xuất sắc nhất

- phim Driving Miss Daisy (1989)

- Giải BAFTA cho nữ diễn viên chính xuất sắc nhất

- Phim Driving Miss Daisy (1989)

- Giải Emmy

- 1987 - Nữ diễn viên xuất sắc nhất-Miniseries/Special, Foxfire

- Giải Quả cầu vàng

- 1989 - Nữ diễn viên xuất sắc nhất, Driving Miss Daisy

- Giải Sarah Siddons

- 1979 - Chicago theatre

- Giải Tony

- 1994 - Giải Tony đặc biệt cho thành tựu suốt đời, chung với chồng là Hume Cronyn
- 1982 - Nữ diễn viên xuất sắc nhất, kịch Foxfire,
- 1978 - Nữ diễn viên xuất sắc nhất, kịch The Gin Game
- 1948 - Nữ diễn viên xuất sắc nhất, kịch A Streetcar Named Desire

## Công trình

### Broadway
| Năm  | Kịch                     | Vai                  | Ghi chú           |
| ---- | ------------------------ | -------------------- | ----------------- |
| 1940 | Jupiter Laughs           | Dr. Mary Murray      |                   |
| 1947 | A Streetcar Named Desire | Blanche DuBois       | Giải Tony         |
| 1950 | Hilda Crane              | Hilda Crane          |                   |
| 1951 | The Fourposter           | Agnes                |                   |
| 1959 | Five Finger Exercise     | Louise Harrington    |                   |
| 1966 | A Delicate Balance       | Agnes                |                   |
| 1971 | Home                     | Marjorie             |                   |
| 1977 | The Gin Game             | Fonsia Dorsey        | giải Tony         |
| 1982 | Foxfire                  | Annie Nations        | giải Tony         |
| 1983 | The Glass Menagerie      | Amanda Wingfield     |                   |
| 1986 | The Petition             | Lady Elizabeth Milne | Đề cử - giải Tony |

### Phim mục
| Năm  | Phim                                                   | Vai                     | Ghi chú                                                                                              |
| ---- | ------------------------------------------------------ | ----------------------- | --- |
| 1932 | The Indiscretions of Eve                               | Maid                    | |
| 1938 | Murder in the Family                                   | Ann Osborne             | |
| 1944 | The Seventh Cross                                      | Liesel Roeder           | |
| 1944 | Blonde Fever                                           | Diner at Inn            | không ghi tên                                                                                        |
| 1945 | The Valley of Decision                                 | Louise Kane             | |
| 1946 | Dragonwyck                                             | Peggy O'Malley          | |
| 1946 | The Green Years                                        | Kate Leckie             | |
| 1947 | Forever Amber                                          | Nan Britton             | |
| 1948 | A Woman's Vengeance                                    | Janet Spence            | |
| 1950 | September Affair                                       | Catherine Lawrence      | |
| 1951 | The Desert Fox                                         | Frau Lucie Marie Rommel | |
| 1958 | The Light in the Forest                                | Myra Butler             | |
| 1962 | Hemingway's Adventures of a Young Man                  | Helen Adams             | Đề cử - Giải Quả cầu vàng                                                                            |
| 1963 | The Birds                                              | Lydia Brenner           | |
| 1976 | Butley                                                 | Edna Shaft              | |
| 1981 | Honky Tonk Freeway                                     | Carol                   | |
| 1982 | The World According to Garp                            | Mrs. Fields             | |
| 1982 | Still of the Night                                     | Grace Rice              | |
| 1982 | Best Friends                                           | Eleanor McCullen        | |
| 1984 | The Bostonians                                         | Miss Birdseye           | |
| 1985 | Cocoon                                                 | Alma Finley             | |
| 1987 | *batteries not included                                | Faye Riley              | |
| 1988 | The House on Carroll Street                            | Miss Venable            | |
| 1988 | Cocoon: The Return                                     | Alma Finley             | |
| 1989 | Driving Miss Daisy                                     | Daisy Werthan           | Giải Oscar cho nữ diễn viên chính xuất sắc nhất; giải BAFTA; Giải Quả cầu vàng                       |
| 1991 | Fried Green Tomatoes                                   | Ninny Threadgoode       | Đề cử - Giải Oscar cho nữ diễn viên phụ xuất sắc nhất; Đề cử - giải BAFTA; Đề cử - Giải Quả cầu vàng |
| 1992 | Used People                                            | Freida                  | |
| 1993 | To Dance with the White Dog (with husband Hume Cronyn) | Cora Peek               | |
| 1994 | A Century of Cinema                                    | bản thân                | phim tài liệu                                                                                        |
| 1994 | Nobody's Fool                                          | Beryl Peoples           | |
| 1994 | Camilla                                                | Camilla Cara            | |